# Paliyad
Paliyad fou un estat tributari protegit al prant de Jhalawar a l'agència de Kathiawar, presidència de Bombai, amb una superfície de 588 km², format per 17 pobles amb 7 tributaris separats. La població el 1881 era de 9.662 habitants i pagava un tribut de poc més de 90 lliures al govern britànic i de 12 lliures al nawab de Junagarh. La capital, Paliyad, fou residència tanmateix de l'oficial polític al Kathiawar; tenia 3.368 habitants el 1881.